# Turmargument
Das Turmargument war im 16. und 17. Jahrhundert ein wichtiges Argument gegen die Annahme einer Eigenbewegung der Erde und damit gegen Kopernikus’ heliozentrisches Weltbild:
Wenn die Erde sich bewegte, dann dürfte ein von einem Turm fallengelassener Gegenstand sich nicht geradlinig nach unten bewegen, sondern müsste hinter der Erdbewegung zurückbleiben und somit für einen von der Erde mitbewegten Beobachter eine gekrümmte Bahn beschreiben.
Galileo Galilei antwortete auf diesen Einwand in seinem Dialog über die beiden hauptsächlichsten Weltsysteme unter anderem, indem er Fallexperimente vom Mast eines fahrenden Schiffes diskutierte. Deshalb wird ihm heute das der gesamten Physik zugrundeliegende Relativitätsprinzip zugeschrieben; die Umrechnung von einem ruhenden in ein bewegtes Bezugssystem heißt Galilei-Transformation; ein Naturgesetz, das in jedem ruhenden oder gleichförmig bewegten Bezugssystem die gleiche Form hat, heißt Galilei-invariant.
Tatsächlich ist es so, dass die vom Abwurfspunkt aus beobachtete Bahn eines fallenden Körpers verkrümmt wird. Dies wird allerdings nicht durch die Erdbewegung im Orbit um die Sonne hervorgerufen, sondern durch die Eigenrotation der Erde. Die dabei wirkende Corioliskraft lässt die zum Erdmittelpunkt fallende Kugel der Erdrotation scheinbar vorauseilen. Dass die Gelehrten dies damals nicht feststellen konnten, liegt daran, dass die Ablenkung auf so einem kurzen Fallweg sehr gering ist.
In seinem Buch Wider den Methodenzwang illustriert Paul Feyerabend am Beispiel des Turmarguments die von ihm so genannte „natürlichen Interpretation“ für die Beurteilung von Beobachtungen und Experimenten.